# Банскобистрички крај
Банскобистрички крај (слч. Banskobystrický kraj) је један од 8 словачких крајева, највиших подручних управних јединица у Словачкој Републици. Управно седиште краја је град Банска Бистрица.

## Географија
Банскобистрички крај се налази на југу Словачке.
Граничи:
- на северу су Тренчински и Жилински крај,
- североисточно Прешовски крај,
- источно Кошички крај,
- западно Њитрански крај,
- јужно Мађарска.

## Становништво
| Година:    | 1994.   | 2004.   | 2014.   | 2024.   |
| ---------- | ------- | ------- | ------- | ------- |
| Број људи: | 664 072 | 658 368 | 655 359 | 611 124 |
| Разлика:   |         | -0,85 % | -0,45 % | -6,74 % |

| Година:    | 2023.   | 2024.   |
| ---------- | ------- | ------- |
| Број људи: | 614 356 | 611 124 |
| Разлика:   |         | -0,52 % |

Према подацима о броју становника из 2011. године Банскобистрички крај је имао 660.563 становника. Словаци чине 76,5% становништва.
| Етнички састав (2011)‍ | Етнички састав (2011)‍ | Етнички састав (2011)‍ | Етнички састав (2011)‍ | Етнички састав (2011)‍ |
| --------------------- | --------------------- | --------------------- | --------------------- | --------------------- |
|                       |                       |                       |                       |                       |
| Словаци               | Словаци               |                       | 0                     | 76,5%                 |
| Мађари                | Мађари                |                       | 0                     | 10,2%                 |
| Роми                  | Роми                  |                       | 0                     | 2,4%                  |
| Чеси                  | Чеси                  |                       | 0                     | 0,4%                  |
| остали, непознато     | остали, непознато     |                       | 0                     | 10,5%                 |

## Окрузи
Састоји се од 13 округа (слч. Okres):
- округ Банска Бистрица (слч. Okres Banská Bystrica)
- округ Банска Штјавњица (слч. Okres Banská Štiavnica)
- округ Брезно (слч. Okres Brezno)
- округ Вељки Кртиш (слч. Okres Veľký Krtíš)
- округ Дјетва (слч. Okres Detva)
- округ Жарновица (слч. Okres Žarnovica)
- округ Жјар на Хрону (слч. Okres Žiar nad Hronom)
- округ Звољен (слч. Okres Zvolen)
- округ Крупина (слч. Okres Krupina)
- округ Лучењец (слч. Okres Lučenec)
- округ Полтар (слч. Okres Poltár)
- округ Ревуца (слч. Okres Revúca)
- округ Римавска Собота (слч. Okres Rimavská Sobota)

## Градови и насеља
У Банскобистричком крају се налази 24 града и 492 насељена места. Највећи градови на подручју краја су:
- Банска Бистрица - 79.775 становника
- Звољен - 43.311 становника
- Лучењец - 28.508 становника
- Римавска Собота - 24.549 становника
- Брезно - 21.827 становника